# 루루공주
《루루공주》는 2005년 7월 27일부터 2005년 9월 29일까지 방송된 SBS 수목 드라마이다.

## 트리비아
현실과 동떨어진 내용 및 과도한 간접광고로 지적을 받았고 이 때문에 방송위원회로부터 중징계를 받았다. 이는 시청자들의 비난과 드라마에 대한 외면으로 이어졌고 또한 2005년 민언련 선정 '올해의 나쁜 드라마'라는 불명예를 안았다.
한편, 이의정 (이재경 역)은 해당 작품 이후 뇌종양 투병 등으로 지상파 드라마에서 자취를 감췄다가 2010년 SBS 수목 드라마 《산부인과》에 카메오로 출연하여 지상파 드라마에 복귀했지만 그 해 방영된 MBC 수목 드라마 《즐거운 나의 집》을 통해 5년 만에 지상파 드라마에서 비중 있는 배역을 맡았다.

## 등장 인물
- 김정은: 희수 역
- 정준호: 우진 역
- 김흥수: 김찬호 역
- 이승우: 고선 역
- 이순재: 고 회장 역
- 금보라: 박 여사 역
- 윤소정: 장 여사 역
- 하석진: 석진 역
- 허정민: 정민 역
- 이한위: 고 실장 역
- 이의정: 이재경 역
- 정소영: 김유미 역
- 박철민: 문 기사 역
- 김선화: 왕 집사 역
- 이효정: 박종철 사장 역
- 손지연: 호텔 직원 역
- 박용기
- 황정음: 미소 역

## 참고 사항
- 당초 표민수 PD가 연출자로 낙점됐으나 그만뒀으며 봄날의 PD인 김종혁이 합류하려다가 포기했다.[5]
- 재벌가의 여성이 평범한 남성을 만나 사랑에 빠진다는 단순한 줄거리 구조로 비판을 받았다.[5]
- 극중 미소 역을 맡았던 황정음은 4인조 걸 그룹 슈가 탈퇴 이후 드라마 첫 데뷔작이기도 하다